# Takehara
Takehara (竹原市 -shi) é uma cidade japonesa localizada na província de Hiroshima.
Em 2003 a cidade tinha uma população estimada em 31 223 habitantes e uma densidade populacional de 263,93 h/km². Tem uma área total de 118,30 km².
Recebeu o estatuto de cidade a 3 de Novembro de 1958.

## Cidade-irmã
- Damyang, Coreia do Sul